# Prats de Molló i la Presta
Prats de Molló i la Presta (['pɾadzdəmu'ʎojlə'pɾestə], oficialment en francès, Prats-de-Mollo-la-Preste) és una comuna de la comarca del Vallespir, a la Catalunya del Nord. En formen part la vila de Prats de Molló, el poble de la Presta, el dels Hostalets o Sant Salvador, l'estació termal dels Banys de la Presta i alguns petits nuclis o veïnats, com ara el veïnat de la Farga, el Veïnat d'en Coma, i els ravals de la Clapera, el Burgar i el Roser, on hi ha l'església de Sant Martí de Vilaplana, i els antics veïnats de Gironella o de Canalès, de la Parcigola, de Vilaplana, de les Planes, dels Aiguals, de Miralles, d'en Coma, de Nogueret, de Sous, i de Vallforners. També hi ha la Torre del Mir, les ruïnes del castell d'en Perella i el santuari de la Mare de Déu del Coral.

## Etimologia

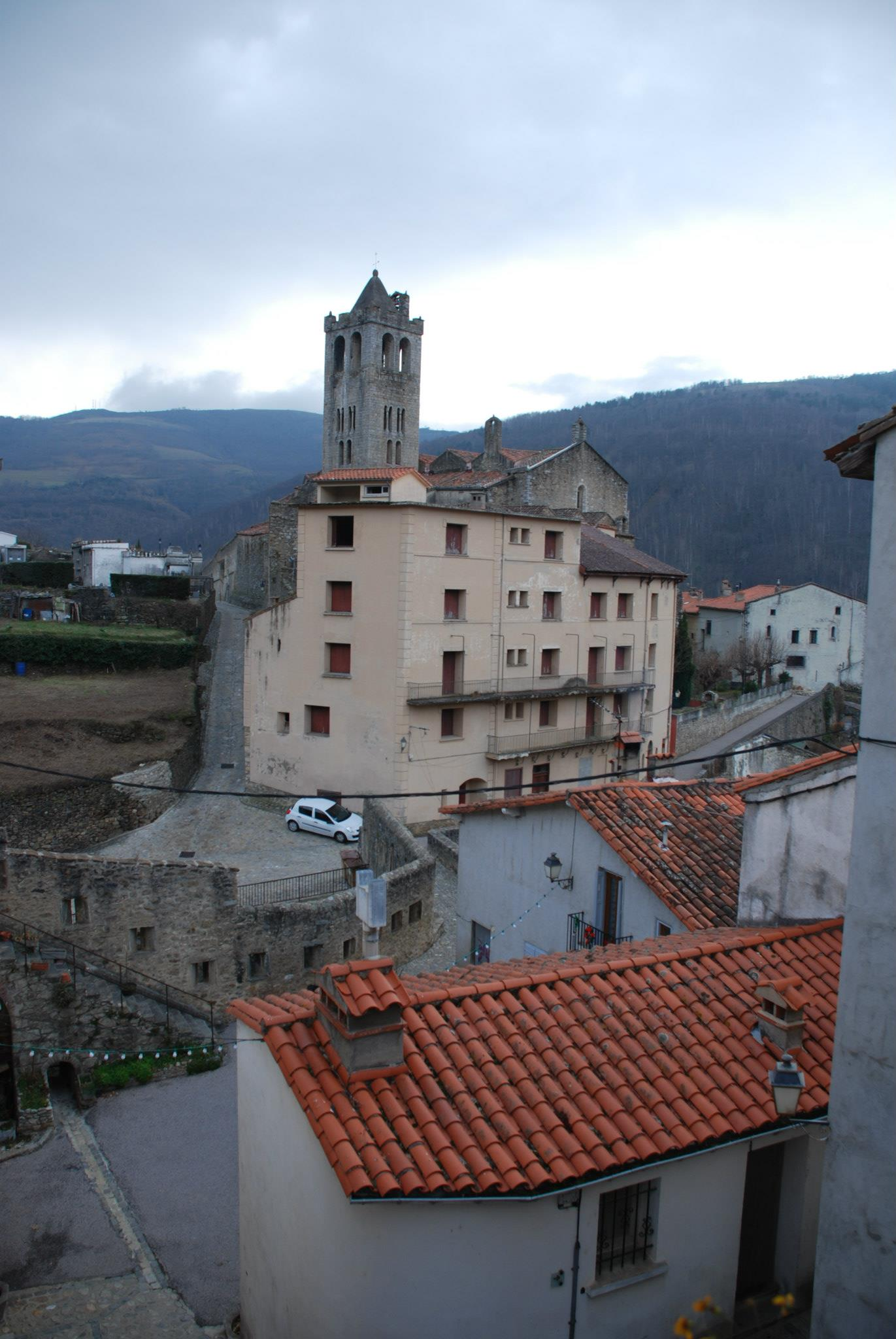
Vista de Prats de Molló

Les primeres mencions del nom es troben des del segle ix: «Pratum» el 878 i 881. El lloc pren molt ràpidament la marca del plural: «Prados» el 936, «Pratis» el 1011, terme que designa per descomptat prats, pastures. Procedeix del mot comú romànic prat, que té el seu origen en el nom comú llatí pratum.
Pel que fa a «Molló», apareix el 934 (Mollione), i es troba associat a Prats de manera regular al final del segle xiv (Vallis de Pratis de Mollone, 1385). Molló és el poble veí a l'altra banda de Coll d'Ares, pertanyent a la comarca del Ripollès. Prové del nom comú romànic molló (pedra grossa que serveix de fita, de límit, o fins i tot un cim de forma cònica.), el qual procedeix del llatí vulgar: mutulone, derivat de mutulus, amb el significat de pedra que sobresurt).

### La Presta
La Presta és un poble esmentat des de l'Edat Mitjana, però sota un altre nom: Villarium de Ces Ayllades (1266), Bayns d'Ayats (1340); és a dir, les Allades/Aiades (o Allats/Aiats), o Banys d'Allats/Aiats (o Allades/Aiades). Les grafies variables del lloc fan bastant incerta tota interpretació, però podria correspondre al llatí Aquatis i designar un lloc en el qual l'aigua és abundant. En aquest poble, des del 1264, un personatge anomenat Johannis Presta posseïa un terreny rural. Aquest terreny comprenia potser els banys, anomenats al segle xvi «Banys de na Presta», i després «la Presta», que acabaria convertint-se en el nom del poble. Joan Coromines proposa que presta és un manlleu tardà del cognom occità Preste o Pestre.

## Geografia

Situació de la comuna de Prats de Molló i la Presta en el Vallespir

### Localització i característiques generals del terme
El terme comunal de Prats de Molló i la Presta, de 1.450.900 hectàrees d'extensió, el més extens del Vallespir i de la Catalunya del Nord, està situat a l'extrem occidental de la comarca, a l'Alt Vallespir, al límit amb el Conflent, el Ripollès i la Garrotxa.

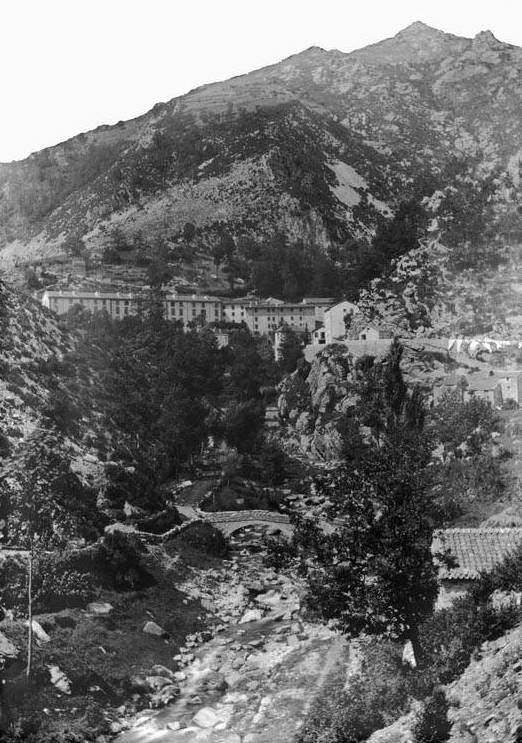
L'estació termal, a començament del s.XX

És un terme molt muntanyós, sobretot a les seves vores; aproximadament pel centre del terme discorre el Tec, on assoleix les altituds més baixes. L'extrem nord del terme és molt a prop del Canigó, on assoleix els 2.723,5 m alt en el Puig Rojà, i ronda alçades similars a la Serra dels Set Homes, amb el Pic dels Set Homes (2.661) i el Pic de Bacivers (2.613). Des d'aquest extrem nord davallen dues carenes, una cap al sud-est, on hi ha la Muntanya Rasa (2.391,3), i una altra de més llarga cap al sud-oest, amb el Cim dels Cums (2.300), la Mort de l'Escolà (2.463) i la Roca Colom (2.506,5), a l'extrem de ponent del terme. El punt més baix és l'Engorjat del Balç de l'Ase, el lloc on el Tec surt del terme, a 566,2 m alt. La vila de Prats de Molló es troba a 748.
El terme de Prats de Molló i la Presta comprèn tota la capçalera de la vall del Tec, en els vessants meridional i sud-occidental del massís del Canigó. A part de la vall principal del Tec, el terme de Prats de Molló i la Presta conté tota una sèrie de valls secundàries, però de forta personalitat i presència en el territori, com la vall d'Agrefull, la de la Figuera, la de la Persigola, totes elles a l'esquerra del Tec, i la del Canadell, a la dreta, a més d'altres de menors.
| Mentet / Pi de Conflent | Castell de Vernet | El Tec                  |
|                         |                   |                         |
| Setcases / Molló        | Camprodon (Beget) | La Menera / Serrallonga |

### La vila de Prats de Molló

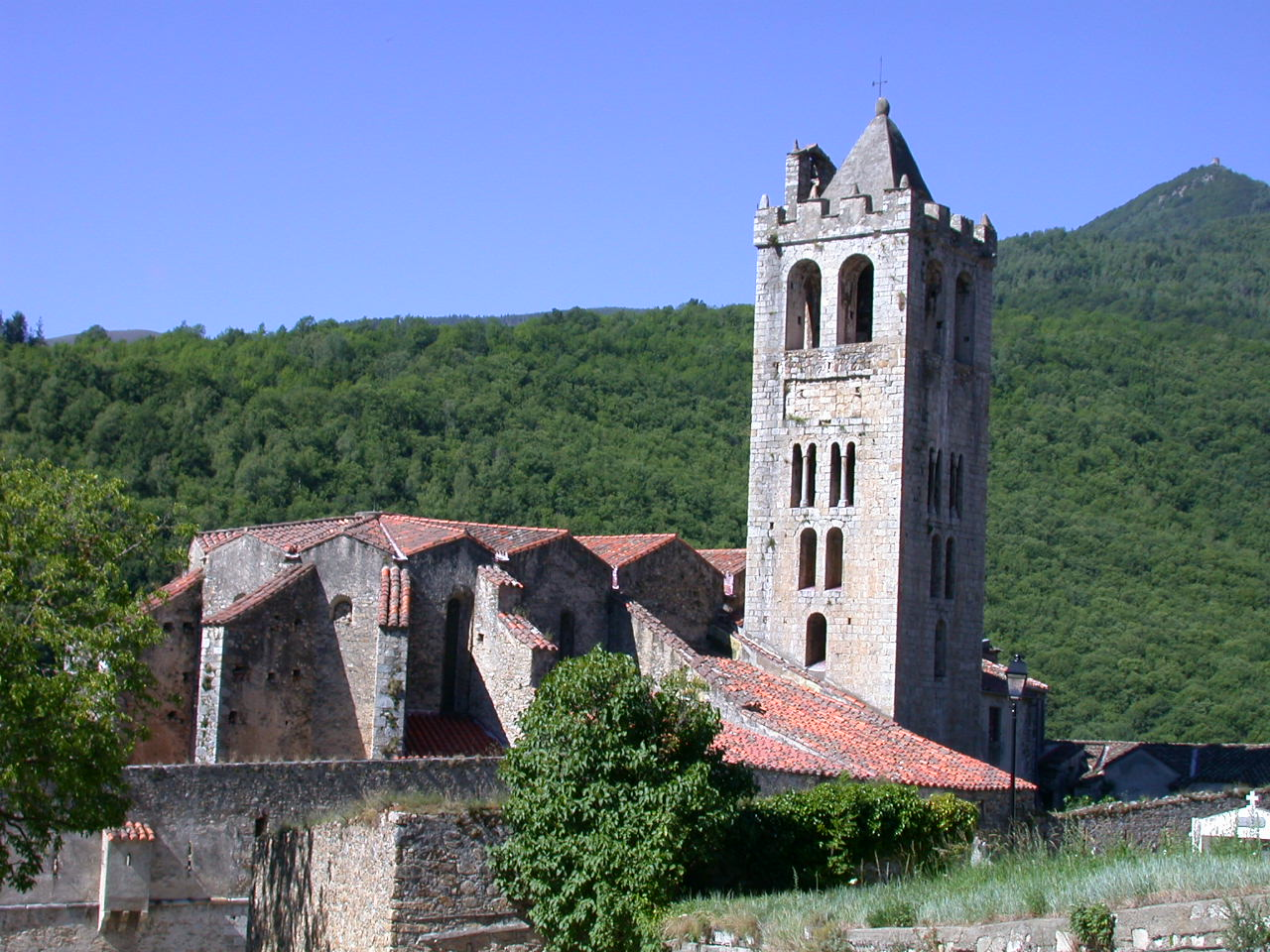
Església de Prats de Molló

Situada gairebé al centre del terme comunal, una mica la seu sud-est, Prats de Molló havia estat sempre una vila important del Comtat de Besalú, però amb la seva annexió a França a ran del Tractat dels Pirineus, adquirí una gran importància estratègica, i l'antiga vila medieval, en part encara recognoscible en el seu extrem sud-oriental, el més proper al Tec, es va veure fortificada i engrandida cap al nord i l'oest amb les muralles dreçades el segle xvii per Vauban en substitució de les antigues muralles medievals, del segle xiv, en part abatudes durant la Revolta dels angelets de la terra l'any 1670. Al llarg dels segles XVII, xviii i xix hi hagué sempre una forta guarnició militar, tant a la vila com en el Fort de la Guàrdia.

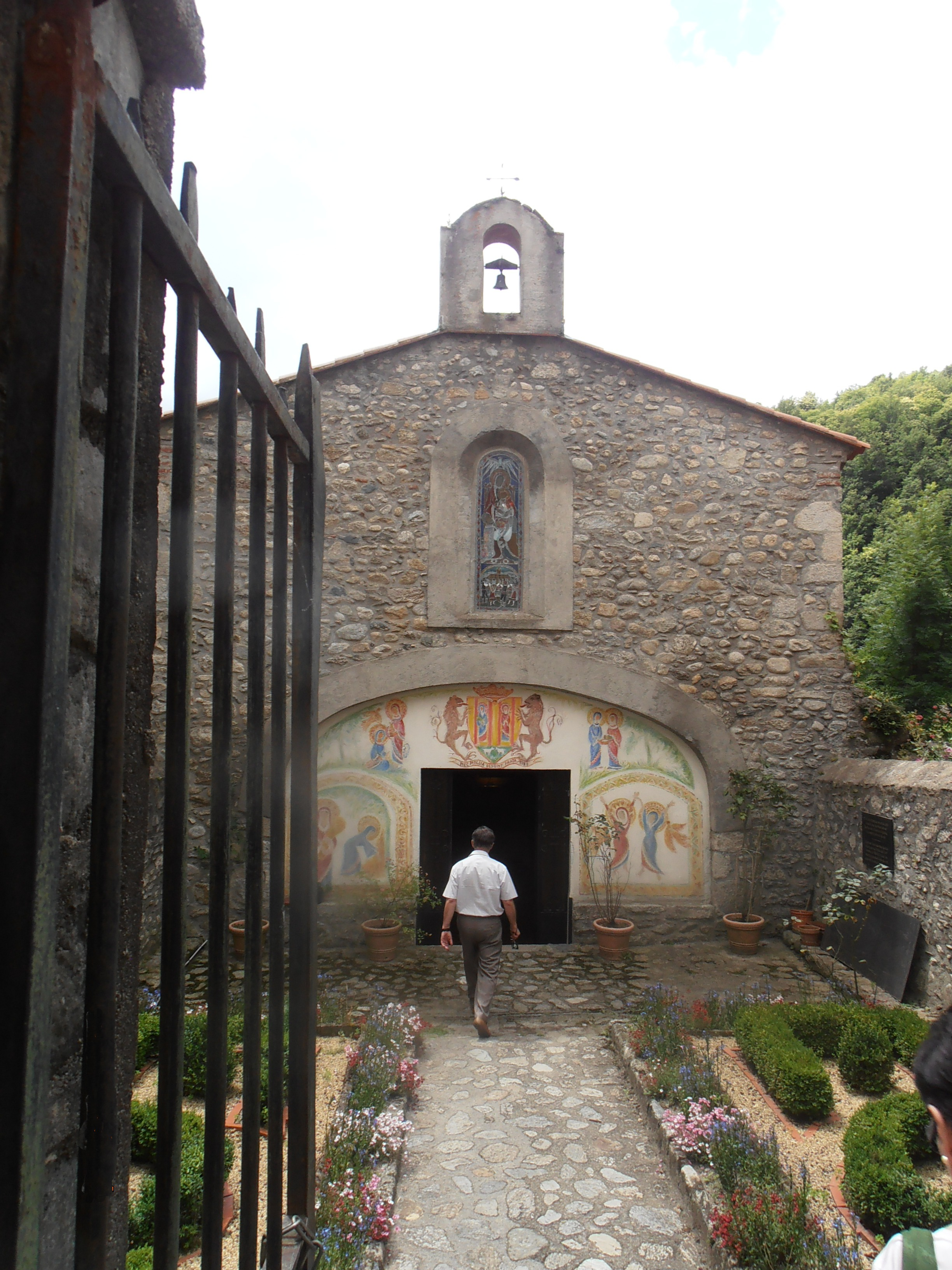
Façana de l'Ermita de Santa Justa i Rufina

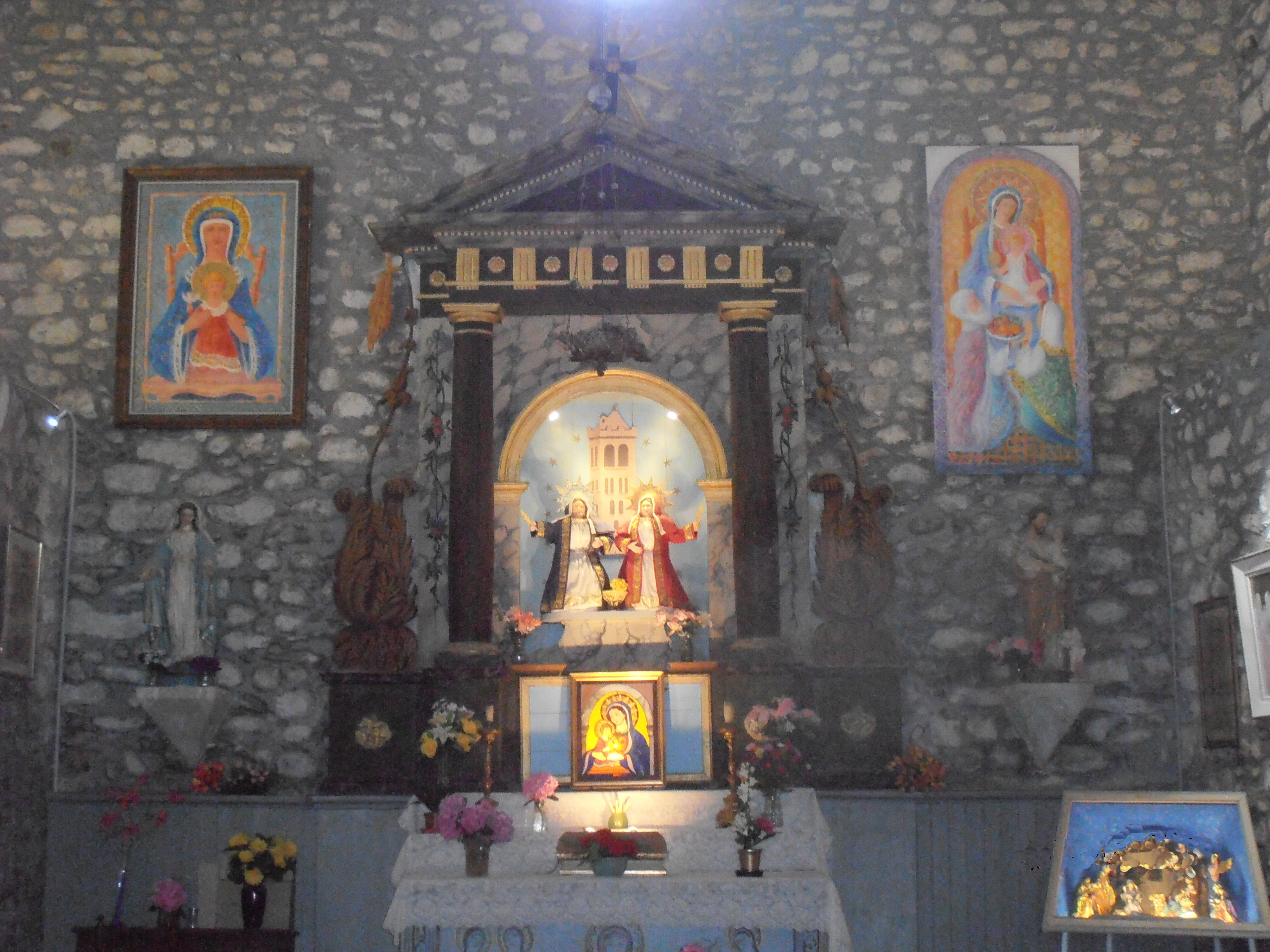
Altar major de l'Ermita de Santa Justa i Rufina

Tradicionalment, la vila es dividia en Vila Alta, o d'Amunt i Vila Baixa, o d'Avall. La Vila d'Amunt és a l'entorn de l'església parroquial de Santa Justa i Santa Rufina, l'antiga casa del gremi de paraires, mal anomenada Casa del Rei d'Aragó (la vertadera casa reial desaparegué al segle XIX; era a la placeta del Rei.

#### ElFort de la Guàrdia

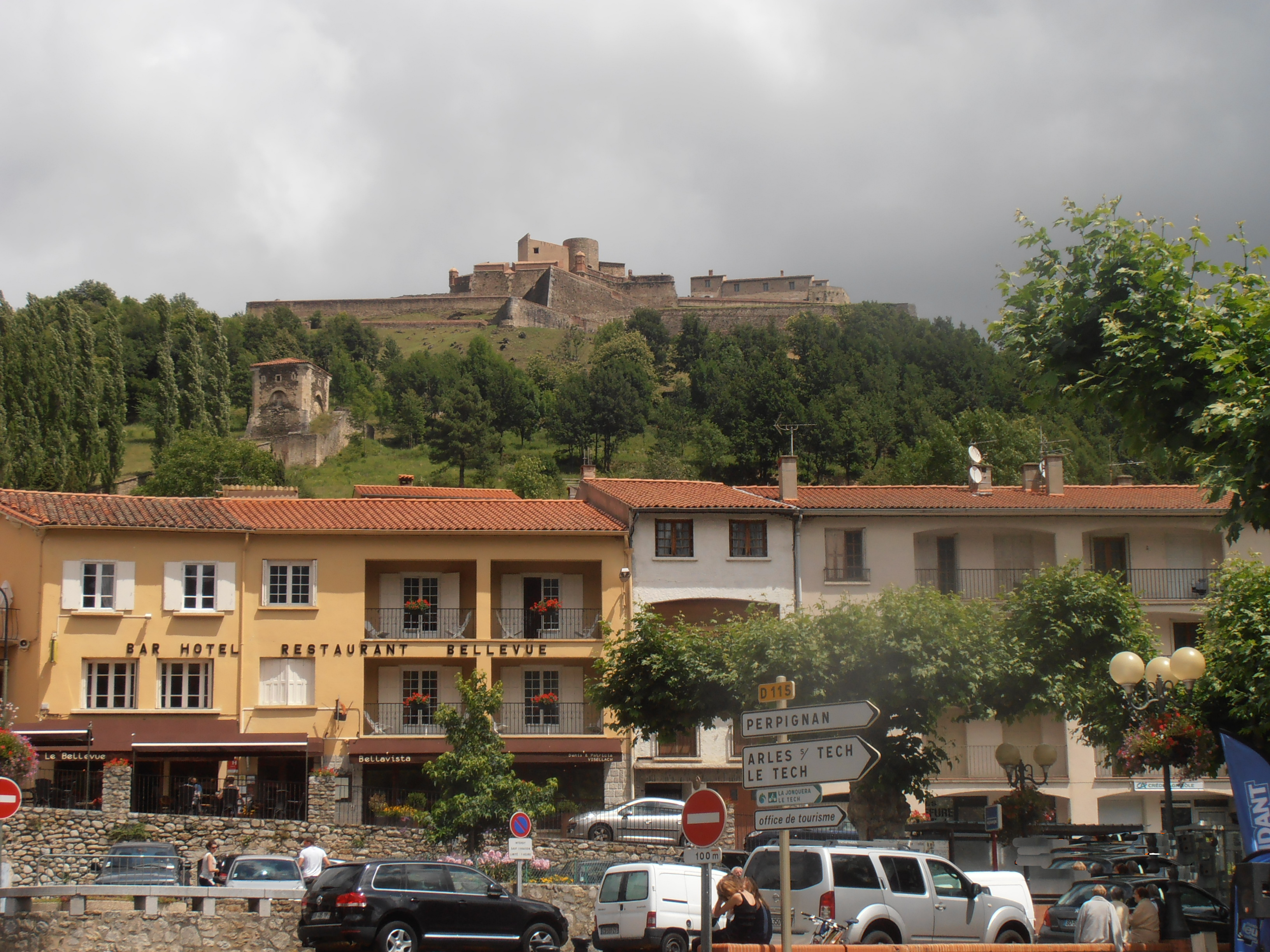
Vista del Fort de la Guàrdia des de la plaça Major de Prats

Situat molt a prop (325 metres de distància i 100 de desnivell), al nord-est i per damunt de la vila, el vell Castell de la Guàrdia fou totalment refet per Sébastien Le Prestre de Vauban el segle xvii, conservant només la torre de guaita del segle xiii, integrada en els edificis centrals del fort. Servia de defensa alhora de la vila i del proper Coll d'Ares, a més de controlar el pas per la vall del Tec. En els diversos conflictes armats entre els reis francès i espanyol al llarg de tota l'edat moderna, aquest fort, que disposava de capella i d'hospital militar, adquirí una gran importància estratègica.

### El poble de la Presta
Situat 5 quilòmetres a ponent de la vila de Prats de Molló, la Presta és el darrer poble, pròpiament dit, aigües amunt del Tec. És situat en un pla una mica enlairat damunt de la llera del Tec, a llevant de l'estació termal dels Banys de la Presta. El petit poble s'organitza a l'entorn de l'església de Sant Isidre, als peus del Puig de Cagallops. El lloc està documentat des del segle xiii amb un doble nom: mansum Johannis Presta (1264) i villarium de Ces Ayllades. Aquest darrer nom desaparegué definitivament el segle xviii per deixar pas al de la Presta.

#### Veïnat de la Farga
El veïnat de la Farga és al sud-oest de la Presta, a mig camí dels Banys de la Presta. És a ran i a la dreta del Tec, a penes cinc metres per damunt de la llera del riu.

#### L'estació termal dels Banys de la Presta
Els Banys de la Presta, abans de na Presta i més antigament, d'Allades, es troba a ponent del poble de la Presta, en una raconada formada per l'afluència del Còrrec del Mas Brixot en el Tec. És un conjunt d'edificis disposats en una renglera encarada a llevant, d'aspecte imponent en aquell racó de la vall del Tec. Un dels seus edificis és la capella de Sant Roc dels Banys de la Presta.

### Veïnat d'en Coma
El Veïnat d'en Coma és a l'extrem de llevant del poble, a la vall de la Figuera, al nord del Tec, en el vessant nord-est d'aquesta vall. Hi passa la carretera D74, que uneix aquest veïnat amb la vall principal del Tec.

### Estació d'esquí dels Estables
Als anys 70 s'implantà un centre per a la pràctica d'esports d'hivern en el vessant sud del massís del Canigó, entre les cotes 1.700 i 1.850, al lloc conegut com els Estables. La pràctica d'esquí alpí estava servida mitjançant dos telesquís, i l'esquí de fons també hi era possible. Deixà de funcionar el 1997. Actualment hi roman la Cabana Pastoral dels Estables, però les instal·lacions van ser desmantellades. Hi duia la Pista dels Estables, que des dels Hostalets remunta la vall de la Parcigola i s'enfila fins als Estables per una pista amb revolts de muntanya, molt tancats. Aquesta dificultat d'accés, afegida al fet de ser en el racó més allunyat de les grans vies de comunicació, és el principal motiu pel qual va ser abandonada aquesta estació.

### Els masos del terme
El terme de Prats de Molló i la Presta té un bon nombre de masos i altres construccions disperses: l'Abadia, o Vilar d'en Brugat, Agrefull, la Barraca de la Coma del Tec, la Barraca de la Portella de Rotjà, actual refugi de muntanya, la Barragana, el Boix, la Boixeda, la Boixeda dels Casals, la Borda, el Brescany, el Burgat, la Cabana del Coll de les Basses, la Cabana dels Cums, la Cabana dels Estables, la Cabana d'en Miquel, la Cabana d'en Ramon, la Cabana de Sant Salvador, la Cabana Forestal de l'Ullat, Cabanelles, la Cabanya, Cal Ferrer Vell, Cal Guillat, Cal Marrà, abans Mas del Solà, Cal Pubill, Cal -o Mas- Teixó, Cal Turó, o Costareba de Dalt, Can Baixiga, Can Blai, Can Bosc, Can Camaut del Pla d'en Sala, Can Cent Francs, Can Coma Alta, Can Creus, Can Ferrer, o Cal Ferrer Vell, Can Fonts, abans Mas Pujol, Can Guillot de Baix, Can Guillot de Dalt, Can Guissetó, abans Can Guisset, Can Joan Jaume, abans Mas Sant Jaume, Can Joanic, Can Llagosta, Can Lleres Isidre, Can Lleres Patllari, Can Majoral, Can Marc, Can Moixa, Can Molins, Can Nadal, ara càmping municipal, Can Pacreu, Can Pei, Can Peitaví, Can Pitot, Can Pret, Can Prim, Can Quelet, Can Reinal, Can Roure, abans Mas Aiats, Can Sala, Can Solana, Can Sorts, Can Tapis, Can Toca, Can Torrafaves, Can Verger, Can Xeix, la Canya, avui anomenat les Tilleuls, la Canyola, abans Cortal de Ribes, la Casa d'Amunt, la Casa Forestal de Can Got, la Casa Forestal del Canidell, abans Mas Rondony, els Casals, la Casa Nova de la Figuera, la Casa Nova del Martinet, abans, simplement, la Casa Nova, les Cases, el Casot de l'Abadia, el Casot d'en Lloberes, les Castanyedes, el Castell Vell (antic castell de la Trinxeria), la Clapera, les Conques, el Coral (ara, els dos darrers albergs de muntanya), el Cortal, el Cortal de Cal Marrà, el Cortal de Can Molins, el Cortal de Gironella, el Cortal de Joan Jaume, el Cortal de la Cabanya, el Cortal de la Costa de Dalt, el Cortal de la Font, el Cortal de les Agulles, el Cortal de les Conques, abans Mas de les Conques, el Cortal d'en Carrera, el Cortal d'en Comamala, el Cortal d'en Roca, el Cortal de Paracoll de la Portella, el Cortal de Ribes, el Cortal Regibert, el Cortal Xatard, la Costa de Baix, la Costa de Dalt, Costareba de Baix, la Cubí, el Dunyac, la Figuera, la Galderica, les Garcies, Gironella, la Grevodella, el Grifeu, el Llandric, o Mas del Llandric, el Maçanell, el Mallol, el Martinet, el Mas Cent Francs, el Mas de la Font, el Mas de la Vidala, o el Casot, el Mas del Bac Petit, el Mas del Solà, el Mas d'en Puig, el Mas Faixó, el Mas Nou, la Masó, el Mas Pla, o Can Mas Pla, el Mas Rondony, o el Galliner, abans Cortal Pagès, el Mas Tellet, el Mir, abans el Casteller, el Molí d'Aram, el Molí de Can Pitot, el Molí de la Boixeda, o d'en Trinxeria, el Molí de la Farga, el Molí de les Queroses, el Molí de l'Hortet, el Molí d'en Gafallops, el Molí d'en Lafalla, el Molí d'en Planella, el Molí d'en Ribes, el Molí d'en Suquet, el Molí Draper de l'Arquer, la Molina, la Molina de la Font d'en Galapet, la Molina de l'Ullat, la Molina de Silvestre Comamala, la Noguereda, abans Cortal de l'Abadia, el Noguerdell, Paracoll, abans Cortal de Paracoll, Perafeu, Perella, la Plana, o Mas de la Plana, Plananera, el Planàs, la Pollangarda, la Portella, la Querola, les Queroses, o Esqueroses, la Redubta, el Refugi de la Coma del Pi, el Refugi dels Forquets, el Refugi de les Xicoies, el Riu, o Can Riu, el Rossinyol, el Roure, el Saiol, la Sala, les Salines, Sant Antoni, la Santigosa, Sarraïns de Baix, dos masos anomenats el Sendreu, el Sobià, abans Mas Savoia, la Solanguera, o Sorrenguera, abans Mas Blateu, el Sunyer, la Tardossa, la Tonya, o Cortal de la Tonya, el Tubert, el mas anomenat Vall de Quers, la Volona i el Xatard, o Can Xatard, abans Mas Xatard.
Com a construccions aïllades cal esmentar també el Cementiri de Sant Salvador, la Central hidroelèctrica, els càmpings les Deux Vallées i la Verneda, l'Estela de la Retirada, el Forn de Calç de Carlibà, el Pont de Vallmanya, el Pou de Glaç de Coll Morer, el Dolmen de Castelló, els Túmuls del Puig de la Collada Verda i els oratoris: de la Mare de Déu del Coral, o de Can Creus, del Mas de Sant Antoni (actualment desaparegut), del Sant Crist de Sendreu, del Sant Crist del Boix i de Sant Eloi, així com les capelles de Sant Antoni, Sant Joan Baptista de Perella, Sant Salvador de les Planes, les ruïnes de Santa Margarida de Colldares i la Torre del Mir, abans del Castellar. La capella de Santa Llúcia, a la dreta del Tec, a migdia de la vila, fou convertida en hostal.
Alguns d'aquests masos són en ruïnes, com l'Anglada, abans Casot d'en Llobera, Cal Borreguer, Cal Cabós, Cal -abans, Can- Soll, un altre Cal Soll, abans Mas del Soll, les Camoses, Can Banya, Can Blateu, Can Cabanes, Can Cadaqués, Can Catufa, Can Cotet, Can Mateu, Can Periques, Can Quimet, abans Mas Casanova, Can Rei, Can Simon, la Casa Nova, les Collanes, el Cortal, o Cortals, de Cremals, el Cortal del Roure, el Cortal d'en Comamala (diferent de l'esmentat anteriorment), el Cortal d'en Jaume, o de les Milanges, el Cortalot, la Farga, la Formiga, el Juliol, el Llagost, o Can Llagost, Mas Brixot, el Mas de l'Arnau, o Ca l'Arnau, el Mas del Coll Faitús, el Mas Duran, o el Roc, el Mas Guillem Pau, el Mas Pla, el Mas Vidal, el Molí d'Agrefull, la Pallarga, abans Cortal d'en Lleres, el Pas del Gat, els Sequers, el Solà d'en Garcies, la Solana, Surroca, o Mas Surroca, les Teixonedes, abans Cortal d'en Noella; d'altres, són ja del tot desapareguts o noms antics, en desús: l'Avellanosa, la Barraca del Pla de les Eugues, les Barraques de l'Ullat, la Borda del Puig d'Aiats, Cal Burro, Ca l'Hortet, Can Flassià, el Cortal de la Boixeda, el Cortal de la Serra, el Cortal de les Camposes, o del Riscat, el Cortal d'en Bosc, el Cortal d'en Delòs, el Cortal d'en Puig, el Cortal d'en Trilles, el Cortal Matilló, el Cortal Xatard (diferent de l'anterior), els Cortals de l'Hortet, el Mas Boixeda, el Mas de Sant Martí, el Mas Forn, el Molí de Can Flassià, el Molí de la Pollangarda, o de l'Alís, el Molí del Coral, el Molí del Sendreu, el Molí del Tamariu, la Pallera de la Noguereda, el Tamariu, la Tardossa, la Teuleria de Can Pitot, la Teuleria de l'Alís, la Teuleria del Mas Forn, la Teuleria del Pubill i la Teuleria d'en Suquet. També havien existit la Capella del Mas Tamariu i l'Hospital del Coll d'Ares.

### Hidrologia

#### Cursos d'aigua
El terme comunal de Prats de Molló i la Presta és la capçalera sencera del Tec. Forma una ampla vall, amb l'afegitó de diverses valls sufragànies, encaixada entre el Massís del Canigó, al nord i oest, i la carena principal dels Pirineus, al sud i sud-oest. El principal curs d'aigua és el Tec, al voltant del qual s'organitzen tots els altres. Neix als Pirineus, al vessant meridional de la Roca Colom; Tot just una mica més avall i a llevant del punt que es considera inicial del curs del riu hi ha les Fonts del Tec, dues d'importants en el sector occidental i tot un seguit a l'oriental. La Coma del Tec és al sud-est de la Roca Colom, a 2.347 m alt. Al llarg de la Coma del Tec, aquest riu rep tot de petits còrrecs, torrents de muntanya, i els primers d'una certa mesura són el Clot dels Orris, o dels Orriets, ja quan el riu és a punt de deixar la coma. En aquest tram el Tec segueix la direcció oest - est, i discorre per dins de la Reserva Natural de Prats de Molló. Quan el riu comença a decantar-se cap al sud-est, rep els còrrecs del Pas del Faig, o del Clot del Pas del Faig, o Còrrec del Faig, el de Roques Roges, o Clot de Roca Roja, i el del Talaiador, o Clot del Talaiador, i el de la Canyola, tots ells per l'esquerra; la major part tenen fonts importants a la seva capçalera. El Tec gira, de forma molt sinuosa, cap al sud, i rep els primers afluents importants per la dreta: el Còrrec de la Grevodella i el Còrrec, Clot o Ribera de la Solaneta. Aquest darrer prové d'una tancada vall paral·lela pel sud de la Coma del Tec, on es troben els còrrecs de l'Ortigar, o Clot de l'Ortigar, el Còrrec de Perafeu, el Còrrec o Clot de Font Negra, dels Menerassos, del Bac de Siem, de Siem i el Còrrec o Clot de la Barragana i el Còrrec de les Bagues, tots els quals conflueixen en el de la Solaneta. Aigües avall, el Tec rep per l'esquerra el Còrrec d'en Bernadet i per la dreta el Còrrec o Clot de Plananera i el Còrrec del Clot del Coll Vell, per l'esquerra el de la Pallarga, i després per la dreta el de l'Artiga d'en França, amb el Còrrec o Clot dels Seglers, just abans d'arribar a Peranera i als Banys de la Presta; en aquell punt rep per l'esquerra les Canals, els còrrecs o clots del Mas Brixot i de Santa Maria. Passada l'estació termal, per la dreta hi arriben el Còrrec de l'Aiguader, el de Coll Pregon i el de la Jaça del Roc, que hi fan cap a la Farga. Passada la Farga, de camí cap als Hostalets, el Tec rep per la dreta el Còrrec o Clot de l'Amollonenc, amb el Còrrec d'en Conté, per l'esquerra el Còrrec del Clot, o simplement Clot, del Llandric, per la dreta el Còrrec o Clot de les Collanes, el Còrrec o Clot de les Agulles i el Còrrec del Pou, fins que, encara abans dels Hostalets, rep per l'esquerra la Ribera d'Agrefull, o del Brescany, que procedeix d'una profunda vall del nord-oest del terme de Prats de Molló i la Presta.
La Ribera d'Agrefull defineix la vall del mateix nom, al nord-oest del terme. Es forma en un circ que davalla del vessant sud-est del Puig de la Collada Verda, cor de la Reserva Natural de Prats de Molló i la Presta. La seva capçalera és formada pels Còrrec de les Conques, el Còrrec o Clot de la Bagassa, el Còrrec o Clot del Solà d'en Ribes, el Còrrec o Clot de la Font del Garber, el Còrrec de la Nau, el del Coll de les Moles, el Còrrec o Clot de Sant Andreu, el Còrrec dels Forquets, el de la Campanya, el Còrrec o Clot de la Llispetera, de l'Orriet, dels Fangassos, de les Camposes, dels Aiguals, o del Tinyós, o de l'Estanyol, tots els quals formen la Ribera d'Agrefull. Aigües avall, encara rep el Còrrec o Clot del Brescany i un dels dos Còrrecs de les Vernoses.
El Tec, superada l'aportació de la Ribera d'Agrefull, encara rep per la dreta el Còrrec de la Mal Blanc, el Còrrec o Clot d'en Pere Joan i el Còrrec o Clot del Llop, i per l'esquerra, el Còrrec de la Sala, el Còrrec o Clot de la Fredera, amb els còrrecs de la Portella, de les Femades i el Còrrec o Clot de l'Aranyó, després dels quals el Tec arriba a migdia del dels Hostalets, o Sant Salvador. Passat aquest veïnat, arriba des del nord la Percigola, un altre dels afluents més importants del Tec a Prats de Molló i la Presta.
La Percigola forma la vall que recull les aigües de tot el sector nord d'aquest terme, en els vessants sud-orientals del Puig de la Collada Verda i meridionals del Cim dels Cums i del Serrat dels Miquelets, contraforts sud-occidentals del Canigó. La Percigola rep d'una banda un conjunt de còrrecs procedents del nord-oest, i un altre que ve del nord. Els que venen del nord-oest són els del Clot, després Còrrec, del Pas del Galant, d'en Sales, o dels Salets, dels Asmaris, del Gerdonar i del Coll de Bise, que formen la Ribera de Cal Cabós, abans d'en Sales o d'Illallonga; s'hi afegeixen el Còrrec dels Cums, el Còrrec o Clot dels Miquelets, el Còrrec o Clot d'en Casanova, el Còrrec del Dunyac i el Còrrec de la Galderica. Al nord del veïnat de la Percigola s'hi uneix la Ribera de la Molina, que procedeix del nord.
La Ribera de la Molina, antigament Ribera del Llancer, aporta un bon nombre de torrents de muntanya, o còrrecs, com la Ribera de les Estables, el Còrrec del Solà de la Creu, el Còrrec o Clot de Comall Escur, el Còrrec del Solà d'en Xatard, el de Sant Salvador, el Còrrec o Clot de l'Avetosa, el Còrrec del Xoriguer, o d'en Xuriga, o del Roc del Xoriguer, el del Roc de l'Avetosa, el del Solà d'en Garcies, el de Comella, o de la Font d'en Rabanya, el de Coll de Comella, el de Faig Cintat, el de l'Ajaguda i el del Coll de l'Ós. En el tram final, la Percigola rep els còrrecs de Can Rei, de Can Guissetó, abans de l'Aranyó, el Còrrec o Clot de la Gasarda, el Còrrec de la Pica, o de Can Quelet, el de les Teixonedes, el Còrrec o Clot de Can Pei i el Còrrec del Cortal.
Reprenent el Tec aigües avall, camí de la vila de Prats de Molló, el riu rep per la dreta els còrrecs de la Lloseta, de les Vernoses, de la Creu del Fos, de la Pujada, del Pont de les Illes, el Còrrec o Clot de la Plana, amb el Còrrec d'en Ce i el de la Creueta, i per l'esquerra els de l'Estrada, el del Roc, el del Rossinyol, el Clot de la Font Viva, el Còrrec o Clot del Castelló, amb el de la Catalant i el del Burgat. Tot seguit, el Tec discorre pel sud de la vila de Prats de Molló, i a través de la mateixa vila rep per la dreta el Còrrec o Clot de les Jaces, el Còrrec del Bac Petit i del Martinet, i per l'esquerra el Còrrec del Roure, el de la Guillema, abans Còrrec Llananer, amb el Còrrec o Clot de les Corts i el Còrrec del Pas de les Vaques, el de Sant Joan, o de Perella, abans del Ferragut, el del Sorrer, o del Morer i el de Sant Martí. En el sector oriental de la vila, arriba al Tec per la dreta el Canidell, curs d'aigua dels importants del terme, que prové del sud-oest del terme, de les valls que es formen al nord del Coll d'Ares.
El punt d'arrencada del Canidell és al sud de la Serra de Molló i al nord-est del Pic dels Miquelets, al nord-oest del Puig de l'Hospitalet, o de les Forques, del Pic de Montesquiu i del Coll d'Ares, al Clot, o Còrrec, de la Roqueta, al qual s'afegeixen els d'en Ramon Pere, el de la Freixeneda, el de la Torre, el de la Font de la Torre i el Còrrec o Clot de la Font de les Estables. Ja com a Canidell, aquest curs d'aigua rep els còrrecs de la Font del Mir, del Mir, de Surroca, de Costareba, de l'Home Mort, amb el de Flameja o Flameia, de les Mosqueres, del Candell i el Còrrec o Clot de la Coma de Joan.
Reprenent el Tec, encara a l'alçada de Prats de Molló rep per la dreta els còrrecs de l'Amorer i de les Castanyedes. Aigües avall, travessant el veïnat de Vilaplana, rep per la dreta el Còrrec de la Cabanya, el Còrrec o Clot de Vall-llobera, de llarg recorregut i que aporta el còrrec dels Casals, el de Jaume Alís, el del Comal, el de la Tardossa, el de Can Creus, el de la Pollangarda i el de Coll Faitús. Ja a prop de l'extrem oriental del terme, a l'Avellanosa, el Tec rep per l'esquerra el darrer dels grans cursos d'aigua del terme: la Ribera de Vallmanya.
La Ribera de Vallmanya, o Ribera o Torrent de la Figuera, es forma en el vessant meridional del Puig dels Sarraïns, des d'on davalla cap al sud-est. En el seu curs rep els còrrecs de Cortal Cremat, de la Pià, del Clot de la Cometa, de l'Inxo, de Can Reinal, de les Fonts, el Còrrec o Clot de Pixafoc, el Còrrec de la Coma de Freixeneda, del Clot de Cabanelles, de Rocatrosa, de Cabana d'en Ribes, del Juliol, del Mas Vidal, de la Coma del Pal, de les Camoses, de la Fontica, de Can Cabanes, de la Mallola, de la Font Suquet, del Planàs, de Can Cotet (dos amb aquest nom), de Prat Vidal, el Còrrec o Clot de la Llosarda, el Còrrec de Coll de Sous, de la Font de Record, dels Baus i de Puig Cabrers. Ja al límit oriental del terme, el Tec rep encara tres còrrecs més: el Còrrec o Clot de la Font, el del Noguerdell i el de l'Arrendador, que marca el límit amb el terme comunal del Tec.
Al nord-est del terme hi ha alguns còrrecs que neixen a Prats de Molló i la Presta, però es decanten cap al terme del Tec: el Còrrec de Serra Vernet, o de Cal Picotós, el de la Jaça d'en Forcada, el Còrrec o Clot de la Llosa, el Còrrec del Roc de la Baga i el Còrrec o Clot de la Pina.
A l'extrem meridional del terme de Prats de Molló i la Presta hi ha una vall que és subsidiària del terme de la Menera, on hi ha el santuari de la Mare de Déu del Coral i el veïnat de Miralles. Es tracta de la vall de la Ribera del Coral. Es forma a llevant del Coll d'Ares, al nord-est del Montfalgars i al nord del Roc del Tabal. S'hi troben els còrrecs de Vall de Quers, del Coll d'Ares, de Santa Margarida, del Xabric, dels Clots de la Dou i de la Coma de Freixeneda, en el sector nord de la vall. En el sud i oest, els còrrecs de Vernadell, o de Can Pubill, i el Còrrec o Clot de Coma Negra.
Finalment, Joan Becat esmenta uns quants clots i còrrecs documentats i recollits en treballs de camp, però que no s'han pogut identificar i situar en el mapa fins ara: Clot de Costa Vella, Clot de la Bogueta, Clot de la Fallosa, Clot de l'Arnau, Clot del Colomer, Clot del Puig Petit i Clot d'en Vila.

#### Recs
A Prats de Molló i la Presta hi havia diversos recs, alguns encara existents, com el Rec de la Plana, el del Juliol, el del Miracle, el del Molí de l'Alís, el del Molí d'en Lafalla, el del Molí d'en Suquet i el del Molí Draper de l'Arquer, alguns d'ells desapareguts o en total desús.

### Fites frontereres

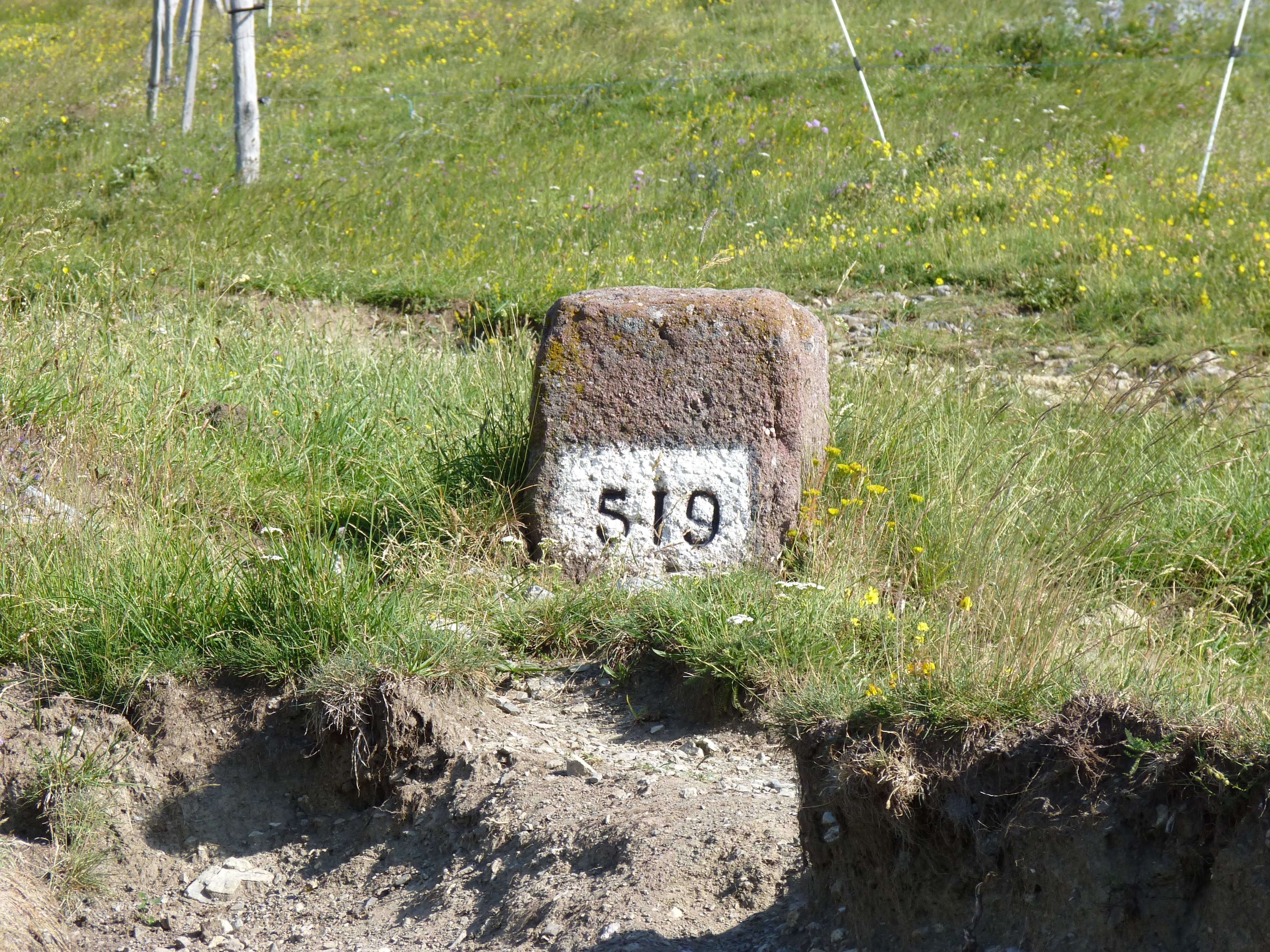
Fita 519, a coll d'Ares